# 正円寺 (さいたま市)
正圓寺（しょうえんじ）は、埼玉県さいたま市中央区にある浄土宗の寺院。

## 歴史
1581年（天正9年）、慶伝によって開山された。慶伝は元武士であったが、当時長伝寺にいた観智国師慈昌に帰依し出家、長伝寺の近くの現在地に寺を創建した。
そういう経緯もあり、当寺と長伝寺は赤山道（埼玉県道165号線）を挟んで向かい合うように位置している。

## 文化財
- 正圓寺「板彫阿弥陀聖衆来迎図」（さいたま市指定有形文化財 平成4年11月13日指定）[2]
- 正圓寺のドウダンツツジ（さいたま市指定天然記念物 平成14年3月25日指定）[3]

## 交通アクセス
- 与野本町駅より徒歩約16分。